# Niclas Hävelid
Niclas Anders Hävelid (* 12. April 1973 in Stockholm) ist ein ehemaliger schwedischer Eishockeyspieler sowie derzeitiger -trainer und -funktionär, der im Verlauf seiner aktiven Karriere zwischen 1988 und 2013 unter anderem 660 Spiele für die Mighty Ducks of Anaheim, Atlanta Thrashers und New Jersey Devils in der National Hockey League auf der Position des Verteidigers bestritten hat. Darüber hinaus absolvierte er weitere 570 Spiele in seiner Heimat für den AIK Solna, Malmö IF, Södertälje SK und Linköping HC in der schwedischen Elitserien. Seine größten Karriereerfolge feierte Hävelid im Trikot der schwedischen Nationalmannschaft mit dem Gewinn der Goldmedaillen bei den Olympischen Winterspielen 2006 und der Weltmeisterschaft 1998. Seit seinem Karriereende im April 2013 ist er als Leiter der Nachwuchsabteilung des Linköping HC sowie Assistenztrainer für die Juniorenmannschaften des Svenska Ishockeyförbundet tätig.

## Karriere
In der Saison 1991/92 begann Niclas Hävelid seine Karriere im professionellen Eishockey bei AIK Solna. Bis 1998 spielte der Verteidiger insgesamt sieben Jahre lang bei AIK. In der Saison 1998/99 gelang ihm beim Ligakonkurrenten Malmö Redhawks der Durchbruch mit 22 Scorerpunkten, darunter zehn Tore, was für ihn einen persönlichen Punkterekord darstellte. Während des NHL Entry Draft 1999 wurde der Schwede als insgesamt 83. Spieler von den Mighty Ducks of Anaheim gewählt.

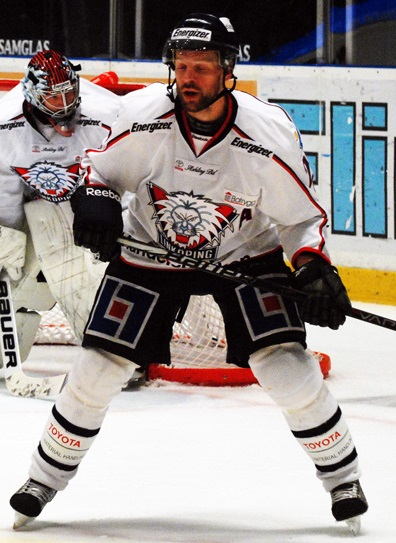
Hävelid im Trikot des Linköping HC

Im Jahr 1999 spielte Hävelid erstmals in einer nordamerikanischen Profiliga und erzielte neun Punkte (zwei Tore, sieben Assists) in 50 Spielen für Anaheim. Sein Debüt in der National Hockey League gab er am 2. Oktober 1999 in einem Spiel gegen die Dallas Stars. Einen Monat später, am 19. November, erzielte er gegen die Chicago Blackhawks sein erstes Tor und seinen ersten Assist für die Ducks. Das neue Jahrtausend begann für Hävelid mit einer Verletzung. Aufgrund eines Fingerbruchs verpasste er 22 Spiele und musste vom 15. Januar bis zum 8. März 2000 knapp zwei Monate aussetzen. Um nach seiner Verletzungen schnell wieder Spielpraxis zu sammeln, lief Hävelid in zwei Spielen für das Farmteam Anaheims, die Cincinnati Mighty Ducks, auf.
Gegen die Columbus Blue Jackets gelangen dem Schweden am 13. Dezember 2000 zwei Tore und vier Assists, was einen Karrierekord für ihn bedeutete. Aufgrund einer Verletzung, die er sich am 15. Januar 2001 gegen die Pittsburgh Penguins zuzog, verpasste Hävelid weitere 35 Spiele. Die Saison 2002/03 war für den Verteidiger die erfolgreichste in seiner Karriere. Er war einer von nur fünf Spielern der Ducks, die in allen 82 Spielen der regulären Saison auf dem Eis standen und trug 33 Punkte (11 Tore, 22 Assists) zum Erreichen der Playoffs bei. In den Playoffs gelang der Einzug in das Stanley-Cup-Finale, jedoch unterlag man den New Jersey Devils mit 3:4 in der Best-of-Seven-Serie. Im siebten und letzten Spiel der Serie blieb Anaheim mit einer 0:3-Niederlage chancenlos.
Am 16. März 2004 kam Hävelid in einem Spiel gegen die Phoenix Coyotes zu seinem 300. Spiel in der National Hockey League. Im Sommer desselben Jahres wurde er im Tausch für Kurtis Foster zu den Atlanta Thrashers transferiert. Während des Lockouts spielte Hävelid für Södertälje SK in seiner schwedischen Heimat und erzielte in 46 Spielen vier Punkte (2 Tore, 2 Assists). Mit Södertälje erreichte er das Halbfinale in der heimischen Liga. Nach der Wiederaufnahme des Spielbetriebs in der NHL kehrte er zu den Thrashers zurück. Aufgrund seiner Leistungen in der NHL-Saison 2005/2006 erhielt der Schwede erstmals in seiner Karriere den Dan Snyder Memorial Award, ein intern verliehener Award der Thrashers.
Am 6. Januar 2007 gelang Hävelid sein 100. Assist in der NHL. In der Saison 2006/07 steuerte Hävelid 21 Punkte (3 Tore, 18 Assists) zum erstmaligen Erreichen der Thrashers seit Bestehen des Franchise bei. Seit seinem Karriereende im April 2013 ist er als Leiter der Nachwuchsabteilung des Linköping HC sowie Assistenztrainer für die Juniorenmannschaften des Svenska Ishockeyförbundet tätig.

### International
Für Schweden nahm Hävelid an der U18-Junioren-Europameisterschaft 1991, der U20-Junioren-Weltmeisterschaft 1993, den Weltmeisterschaften 1998 und 2004 sowie den Olympischen Winterspielen 2006 teil.

## Erfolge und Auszeichnungen
- 1994 Aufstieg in die Elitserien mit dem AIK Solna

### International
- 1993 Silbermedaille bei der U20-Junioren-Weltmeisterschaft
- 1998 Goldmedaille bei der Weltmeisterschaft
- 2004 Silbermedaille bei der Weltmeisterschaft
- 2006 Goldmedaille bei den Olympischen Winterspielen

## Karrierestatistik

### International
Vertrat Schweden bei:
| - U18-Junioren-Weltmeisterschaft 1991 - U20-Junioren-Weltmeisterschaft 1993 - Weltmeisterschaft 1998 | - Weltmeisterschaft 2004 - Olympischen Winterspielen 2006 |

(Legende zur Spielerstatistik: Sp oder GP = absolvierte Spiele; T oder G = erzielte Tore; V oder A = erzielte Assists; Pkt oder Pts = erzielte Scorerpunkte; SM oder PIM = erhaltene Strafminuten; +/− = Plus/Minus-Bilanz; PP = erzielte Überzahltore; SH = erzielte Unterzahltore; GW = erzielte Siegtore; 1 Play-downs/Relegation; Kursiv: Statistik nicht vollständig)